# Kilmainham Gaol

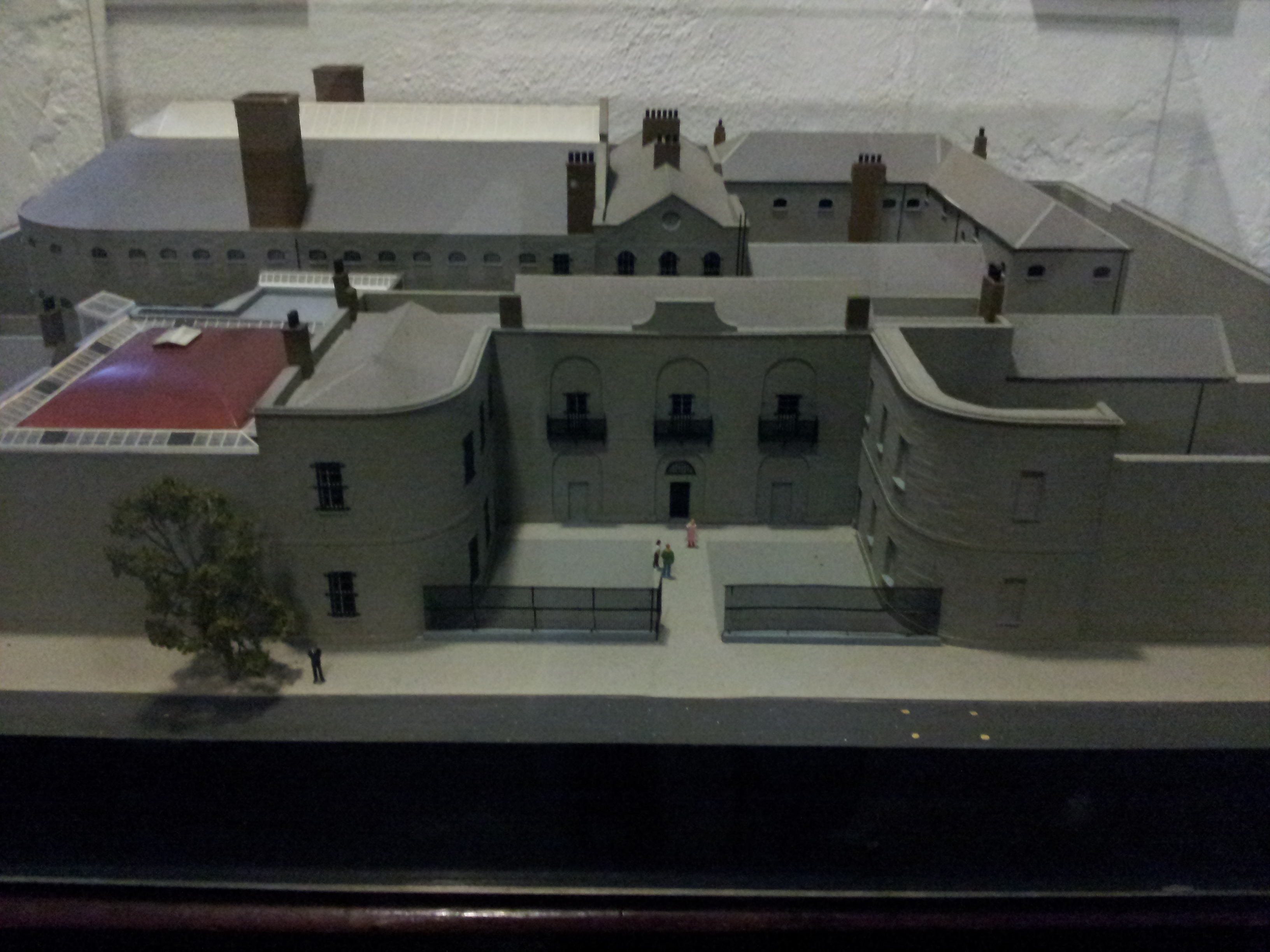
Model van Kilmainham Gaol

Kilmainham Gaol (Iers: Príosún Chill Mhaighneann) is een voormalige gevangenis in de buitenwijk Kilmainham in Dublin (Ierland). Het is nu een museum. Veel Ierse vrijheidsstrijders werden hier door de toenmalige machtshebbers, de Britten, gevangengezet en in deze gevangenis terechtgesteld. Onder hen waren de leiders van de Paasopstand van 1916, zoals de dichters Patrick Pearse, Joseph Plunkett en Thomas MacDonagh, en esperantist James Connolly. Maar ook Iers president en voorzitter van de Volkenbond Éamon de Valera en suffragette en Teachta Dála Constance Markievicz zaten er gevangen.

## Geschiedenis
Toen Kilmainham Gaol in 1796 werd gebouwd, heette ze de New Gaol om haar te onderscheiden van de oude gevangenis die ze moest vervangen – een luidruchtige kerker, op slechts een paar honderd meter afstand van de huidige plek. Zij heette toen officieel County of Dublin Gaol (Gevangenis van het graafschap Dublin) en werd gerund door de Grand Jury for County Dublin (het hooggerechtshof van dit graafschap).
Oorspronkelijk vonden er in Kilmainham ook openbare ophangingen plaats, aan de voorkant van de gevangenis. Maar vanaf de jaren twintig in de 19e eeuw was hun aantal beperkt. Toen deze executies een minder openbaar karakter kregen, bouwde men in 1891 voor dit doel een kleine cel binnen de gevangenis. Die bevindt zich op de eerste verdieping, tussen de westelijke en de oostelijke vleugel.
Er was geen scheiding van gevangenen; mannen, vrouwen en kinderen werden allemaal samen opgesloten tot 5 personen in elke cel, met slechts één enkele kaars voor licht en warmte. Het grootste deel van hun tijd brachten de gevangenen in de kou en in het donker door en met elke kaars moesten zij twee weken doen. De cellen waren ongeveer 28 vierkante meter groot.
Kinderen werden soms gearresteerd voor kleine diefstallen. De jongste gevangene ooit schijnt zeven jaar te zijn geweest. Veel van de volwassen gevangenen werden naar Australië gebracht met zogenaamde ‘penal transports’, transporten naar strafkolonies.
De slechte omstandigheden waarin vrouwelijke gevangenen in Kilmainham Gaol werden vastgehouden, lieten hun sporen na in de ontwikkeling van volgende generaties. Al in 1809 meldde de inspecteur dat mannelijke gevangenen werden voorzien van ijzeren ledikanten, terwijl vrouwen "op stro lagen op de plavuizen in cellen en gemeenschappelijke ruimten". Een halve eeuw later was er weinig verbeterd. De vrouwenafdeling, gelegen in de westelijke vleugel, bleef overvol. In een poging om deze overbevolking te verminderen, werden er in 1840 30 vrouwencellen bijgebouwd. Deze verbeteringen werden echter vlak voor de Ierse Hongersnood ingevoerd en vervolgens werd Kilmainham alsnog overspoeld ten gevolge van een toename in het aantal gevangenen.

## Na de onafhankelijkheid
Kilmainham Gaol werd door de regering van de Ierse Vrijstaat in 1924 ontmanteld als gevangenis. Op dat moment onderkende men nog niet het belang van het behoud ervan als monument voor de strijd voor nationale onafhankelijkheid, daar zij vooral werd gezien als een plaats van onderdrukking en lijden. En doordat tijdens de Ierse Burgeroorlog door diezelfde Vrijstaat-regering op de binnenplaats de eerste vier Republikeinse gevangenen waren geëxecuteerd, werd de suggestie om van deze gevangenis een plaats voor nationale herinnering te maken verder gecompliceerd.

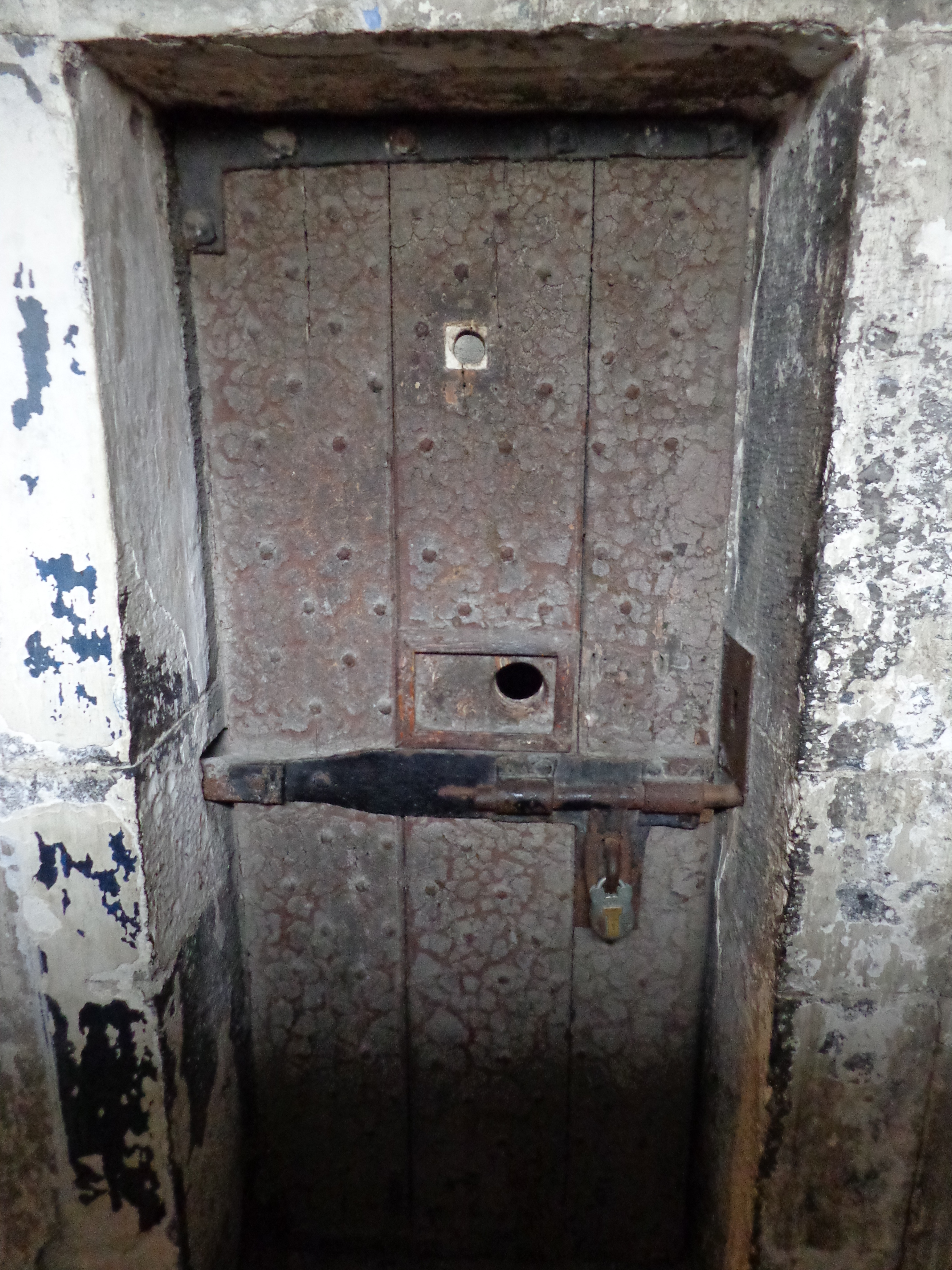
Een willekeurige celdeur

Deze kwestie zou een wat kafkaësk karakter krijgen. The Irish Prison Board (Iers Gevangenisbestuur) overwoog later in de jaren twintig van de 20e eeuw om Kilmainham Gaol opnieuw te openen, maar van deze plannen werd in 1929 uiteindelijk afgezien. In 1936 overwoog de regering de sloop van de gevangenis, maar de prijs van deze onderneming werd als onbetaalbaar beschouwd. Van Republikeinse kant ontstond aan het eind van de jaren dertig belangstelling voor deze plek; die leidde tot een voorstel van de National Graves Association, een Republikeinse organisatie die de gevangenis wilde behouden als een museum over en een gedenkteken voor de Paasopstand van 1916. De Commissioners of Public Works (Publieke Werken) wilden er £ 600 aan bijdragen. Vervolgens werden met het Departement van Onderwijs onderhandelingen gevoerd over de mogelijkheid om artefacten met betrekking tot de opstand van 1916, die waren ondergebracht in het Iers Nationaal Museum, te verhuizen naar een nieuw museum in de Kilmainham Gaol. Het ministerie van Onderwijs wees dit voorstel af. Door het uitroepen van de Emergency (Ierse Noodtoestand) direct na het uitbreken van de Tweede Wereldoorlog belandde dit voorstel gedurende de oorlog op de plank.
Na de oorlog bleek dat de gevangenis in deplorabele staat verkeerde. Het Departement van Onderwijs zag de genoemde vestiging van een nationalistisch museum nog steeds niet zitten en stelde voor alleen de gevangeniswerf en cellenblokken die van nationaal belang geacht zouden worden te behouden. De rest moest worden gesloopt. Dit voorstel is echter nooit uitgevoerd. In 1953 overwoog het departement van de Taoiseach (departement van de premier, Algemene Zaken) het oorspronkelijke voorstel van de National Graves Association alsnog aan te nemen, nu in het kader van het genereren van werkgelegenheid. Het bleef echter bij overwegen. Ondertussen verslechterde de toestand van het gevangenisgebouw.

## Kilmainham Gaol Restoration Society

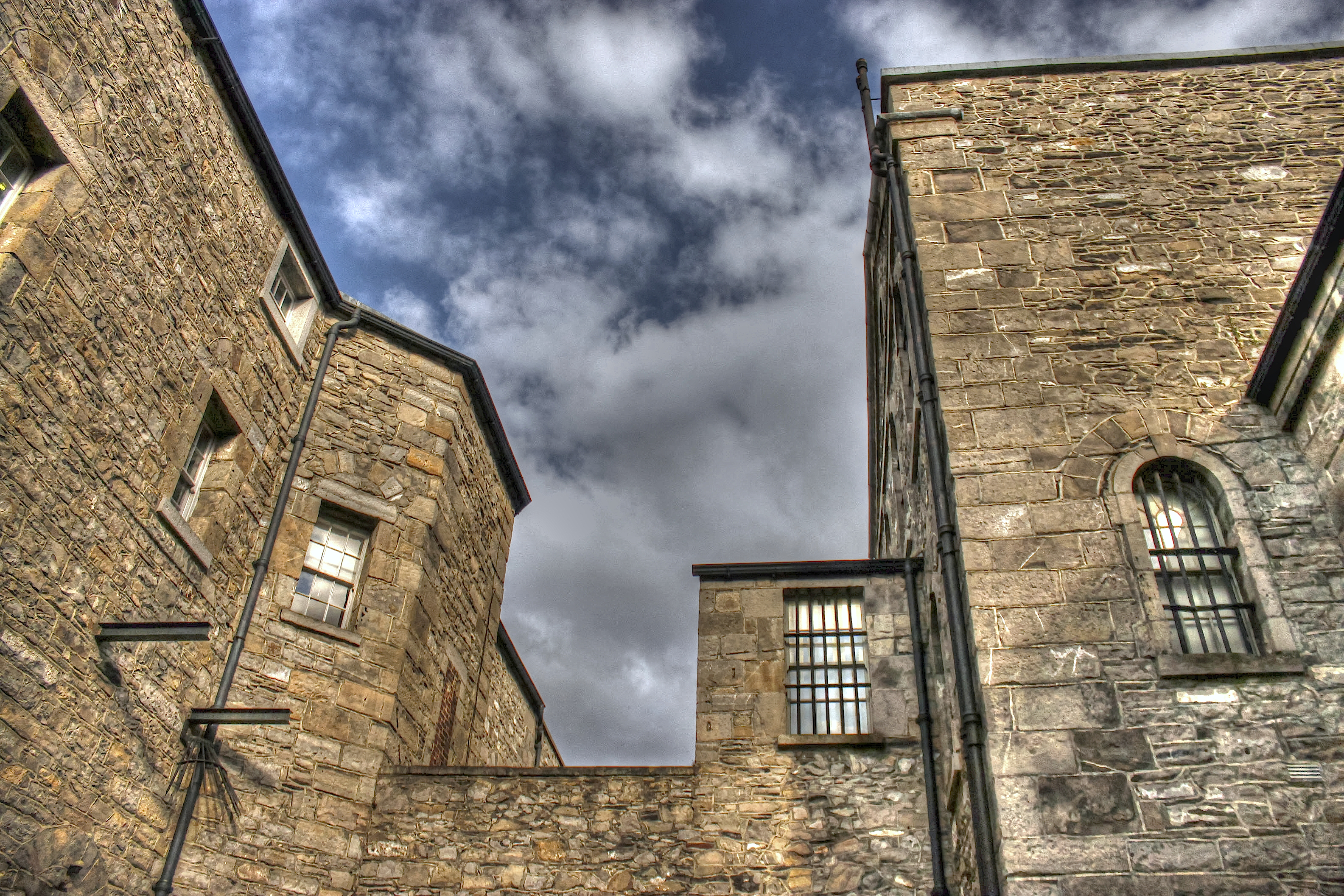
Bovenste verdiepingen gezien vanaf de binnenplaats (foto: psyberartist)

Vanaf de late jaren vijftig ontstond vanuit de bevolking van Dublin een beweging voor het behoud van Kilmainham Gaol. Toen het gebouw werd genomineerd voor de sloop, vormde Lorcan CG Leonard samen met enkele gelijkgestemde nationalisten in 1958 de Kilmainham Gaol Restoration Society (KGRS). Om tweespalt tussen haar leden te voorkomen, kwam de vereniging overeen dat geen enkele gebeurtenis in verband met de periode van de Burgeroorlog zijn weerslag mocht krijgen op het restauratieproject. In plaats daarvan moest het verhaal over het gezamenlijke element in deze nationale strijd worden benadrukt. Vervolgens bedacht men dat de gevangenis zou moeten worden hersteld en omgebouwd tot museum door het werk van vrijwilligers en met gedoneerd materiaal.
Zij hadden het momentum, de vakbonden en de bouwsector mee om dit project te realiseren. Onder toenemende druk van de National Graves Association en de Old IRA Literary and Debating Society ging de regering tot actie over voor het behoud van deze memorabele plek. Zodoende werkte de regering mee aan het plan dat de KGRS aan het eind van 1958 indiende, temeer daar er geen financiële toezegging van de staat werd verwacht. In februari 1960 kreeg dit gedetailleerde plan voor het restauratieproject, dat Kilmainham Gaol ook als toeristische attractie viseerde, goedkeuring van het ministerie van Financiën. De formele overhandiging van de sleutels van de gevangenis aan de raad van toezicht, vond in mei 1960 plaats. De raad van toezicht moest een nominale huur van één penny per jaar betalen voor de periode van vijf jaar. Daarna zou de gerestaureerde gevangenis definitief in conservatoir beheer van deze raad worden gegeven. Tegen 1962 hadden de zestig vrijwilligers de symbolisch belangrijke gevangeniswerf, waar de leiders van de opstand van 1916 waren terechtgesteld, vrijgemaakt van puin en onkruid en de restauratie van het Victoriaanse gedeelte van de gevangenis zelf was bijna voltooid. Het laatste deel van de restauratie werd voltooid in 1971, toen de Kilmainham Gaol-kapel werd heropend voor publiek. Kilmainham Gaol herbergt nu een museum over de geschiedenis van het Ierse nationalisme. En er worden rondleidingen gehouden door het gebouw. Op de bovenste verdieping exposeert een kunstgalerie schilderijen, sculpturen en sieraden van huidige gevangenen uit gevangenissen in heel hedendaags Ierland.
Kilmainham Gaol is een van de grootste gevangenissen in Europa die niet in gebruik zijn. Geledigd van haar gevangenen is zij gevuld met geschiedenis.

## Historisch belang

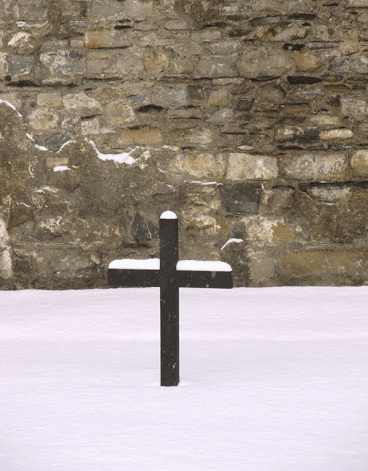
Een desolaat kruis op de binnenplaats

Sinds de restauratie wordt Kilmainham Gaol beschouwd als een van de belangrijkste Ierse monumenten uit de moderne tijd, vooral in relatie tot het verhaal van de Ierse strijd voor onafhankelijkheid. Dit is de plek geweest waar de belangwekkendste Iers nationalistische leiders van zowel constitutioneel als fysiek verzet - met uitzondering van ‘de Bevrijder’ Daniel O'Connell en Michael Collins - gevangen zijn gezet. Daardoor is haar geschiedenis zo nauw verbonden met het verhaal van het Iers nationalisme en gevoel voor eigenwaarde. Ook tijdens de Ierse Onafhankelijkheidsoorlog (1919–21) zaten hier ‘staatsvijanden’ gevangen. En veel tegenstanders van het Anglo-Iers Verdrag werden tijdens de Ierse Burgeroorlog opgesloten in Kilmainham Gaol. Charles Stewart Parnell zat er in 1881 en 1882 vast met de meeste van zijn mede-parlementariërs, toen hij het Verdrag van Kilmainham ondertekende met de liberale, Britse premier William Gladstone. (Edmund Wellisha, de hoofdbewaker van de gevangenis, werd veroordeeld vanwege het uithongeren van gevangenen die de rebellie ondersteunden.)

### Voormalige gevangenen
- Henry Joy McCracken, 1796

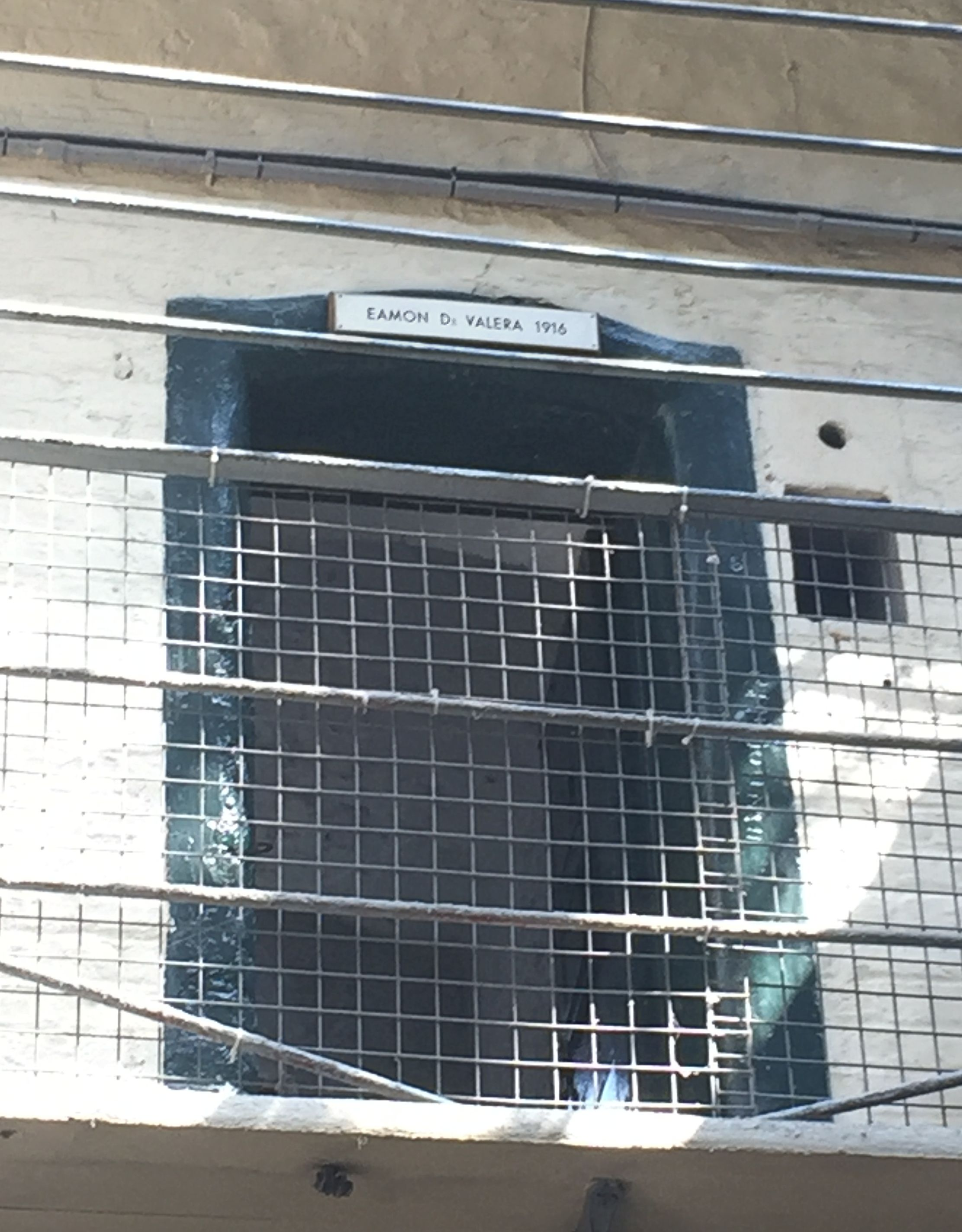
Cel van Éamon de Valera

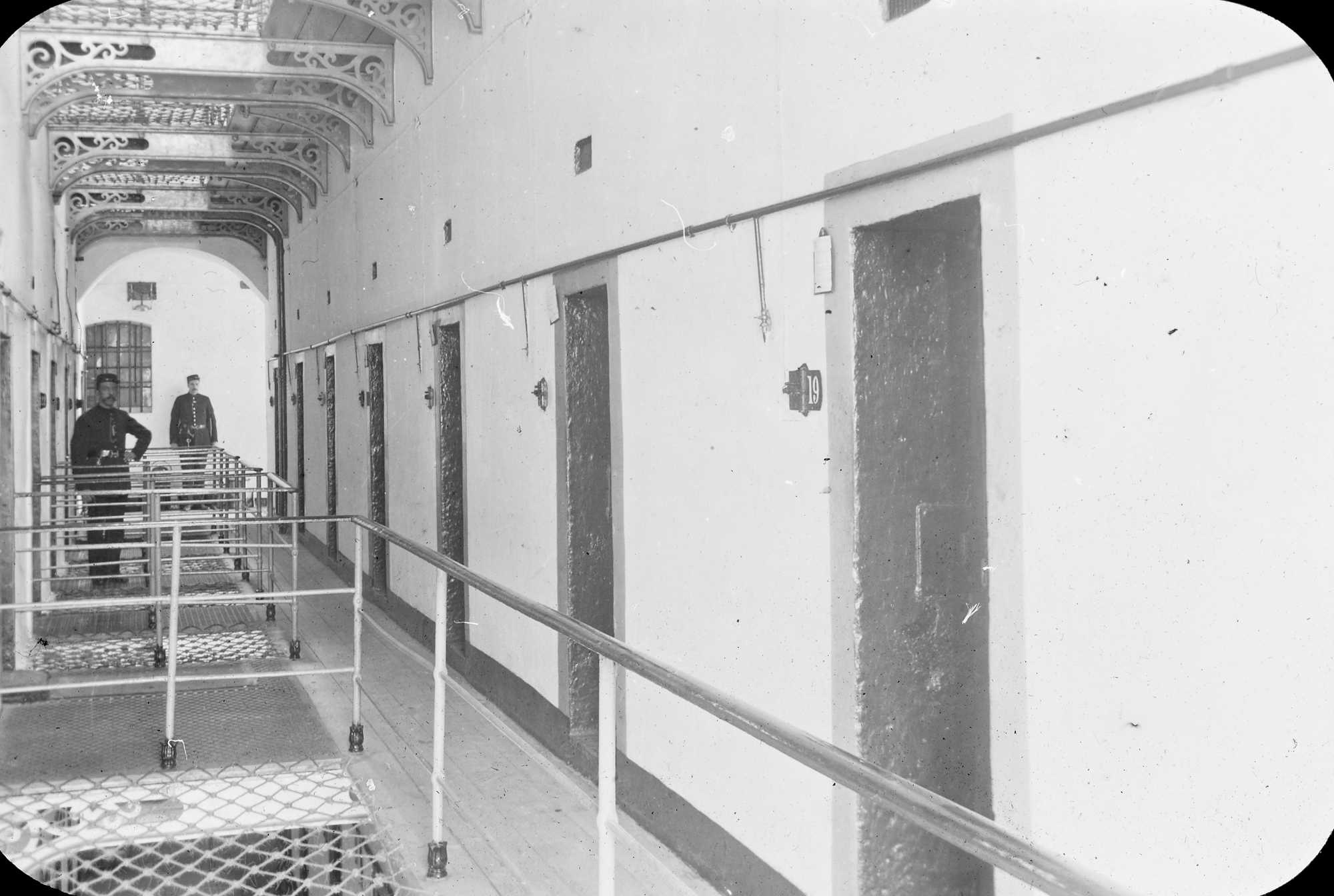
'Informers Corridor' afbeelding van rond 1890

- Oliver Bond, 1798 (Bond, geboren in St Johnston, County Donegal, zou in de gevangenis sterven)
- James Bartholomew Blackwell, 1799
- James Napper Tandy, 1799
- Robert Emmet, 1803
- Anne Devlin, 1803
- Thomas Russell, 1803
- Michael Dwyer, 1803
- William Smith O'Brien, 1848
- Thomas Francis Meagher, 1848
- Jeremia O'Donovan Rossa, 1867
- John O'Connor Power, 1868
- JE Kenny, 1881
- Charles Stewart Parnell, 1881
- William O'Brien, 1881
- James Joseph O'Kelly, 1881
- John Dillon, 1882
- Willie Redmond, 1882
- Joe Brady, ( Phoenix Park Murders ) 1883
- Daniel Curley, (Phoenix Park Murders) 1883
- Tim Kelly, (Phoenix Park Murders) 1883
- Thomas Caffrey, (Phoenix Park Murders) 1883
- Michael Fagan, (Phoenix Park Murders) 1883
- Michael Davitt
- Patrick Pearse, 1916
- Willie Pearse, (jongere broer van Patrick Pearse) 1916
- James Connolly, (geëxecuteerd, maar niet gevangen gezeten in Kilmainham) 1916
- Conn Colbert, 1916
- Constance Markievicz, 1916
- Éamon de Valera, 1916 en 1923
- Paul Galligan, 1916
- John MacBride, 1916
- Joseph Plunkett, 1916
- Michael O'Hanrahan, 1916
- Edward Daly, 1916
- Grace Gifford, (vrouw van Joseph Plunkett) (1922)
- Ernie O'Malley, tijdens de Onafhankelijkheidsoorlog en de Burgeroorlog
- Peadar O'Donnell, tijdens de burgeroorlog
- Frank McBreen, tijdens Oorlog van Onafhankelijkheid
- Thomas MacDonagh, 1916
- Thomas Clarke, 1916
- Mairead De Lappe, tijdens de burgeroorlog. (Moeder van omroeper Proinsias Mac Aonghusa)
- Madeleine ffrench-Mullen, 1916
- Kathleen Lynn, 1916

## Films
De volgende films zijn gefilmd in Kilmainham Gaol:
- The Quare Fellow, 1962
- The Face of Fu Manchu, 1965 (met in de hoofdrol Christopher Lee)
- The Italian Job, 1969
- The Mackintosh Man, 1973
- The Last Remake of Beau Geste, 1977
- The Whistle Blower, 1987
- The Babe, 1992
- In the Name of the Father, 1993
- Michael Collins, 1996
- The Young Indiana Jones Chronicles: The Adventures of the Young Indiana Jones (2000) - Love's Sweet Song
- The Escapist, 2008 (met in de hoofdrol Brian Cox)
- The Wind That Shakes the Barley, 2006
- Paddington 2, 2017

Een videoclip voor de U2-song "A Celebration" werd in juli 1982 opgenomen in Kilmainham Gaol. De gevangenis werd ook gebruikt in de 2012 BBC-serie Ripper Street (2012) en de ITV-serie Primeval (2011).

## Foto's
Meer foto's op Wikimedia Commons 

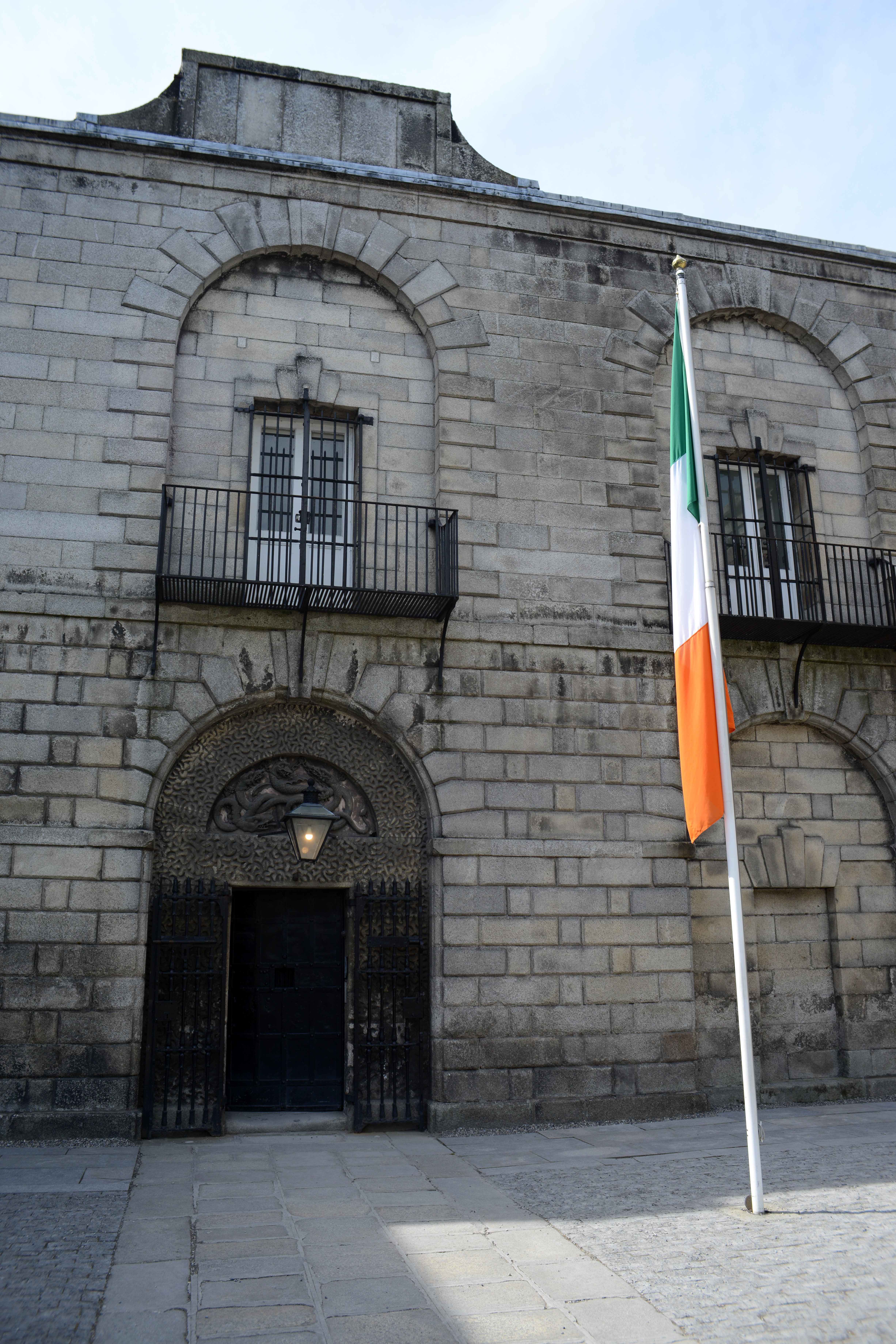
Ingang van Kilmainham Gaol
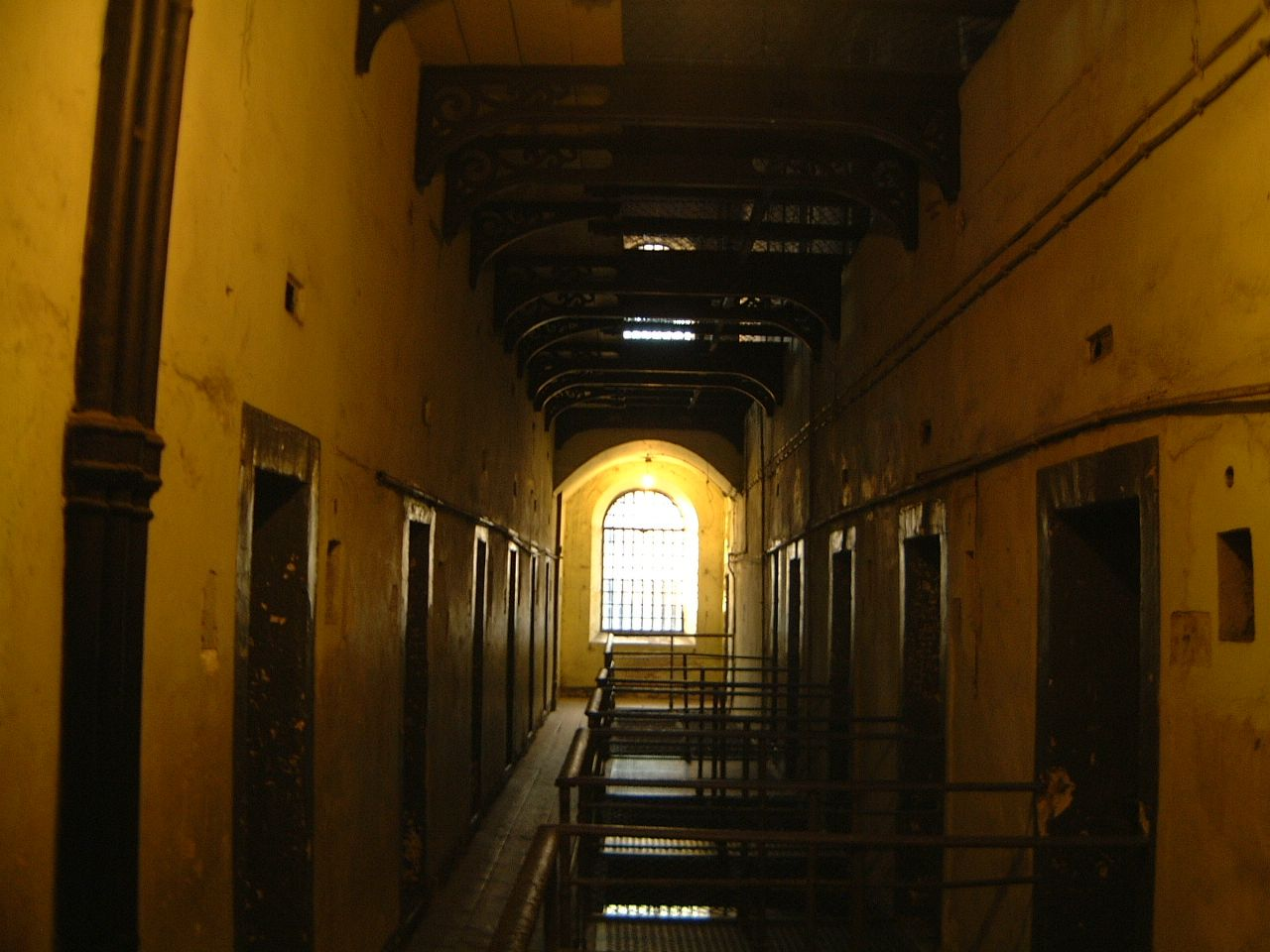
Zicht op het cellenblok waar de opstandsleiders van 1916 werden vastgehouden
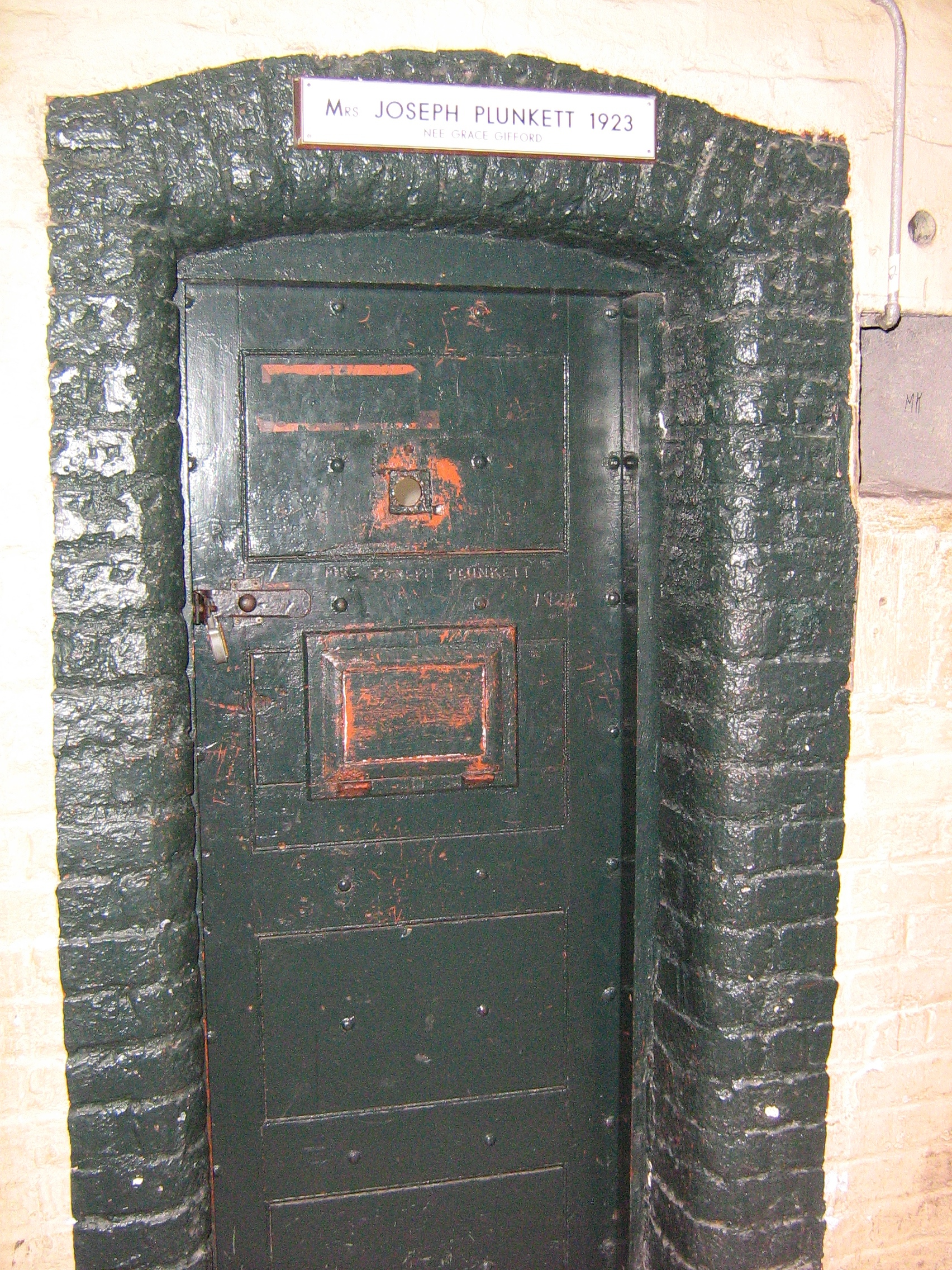
De celdeur van Joseph Plunkett
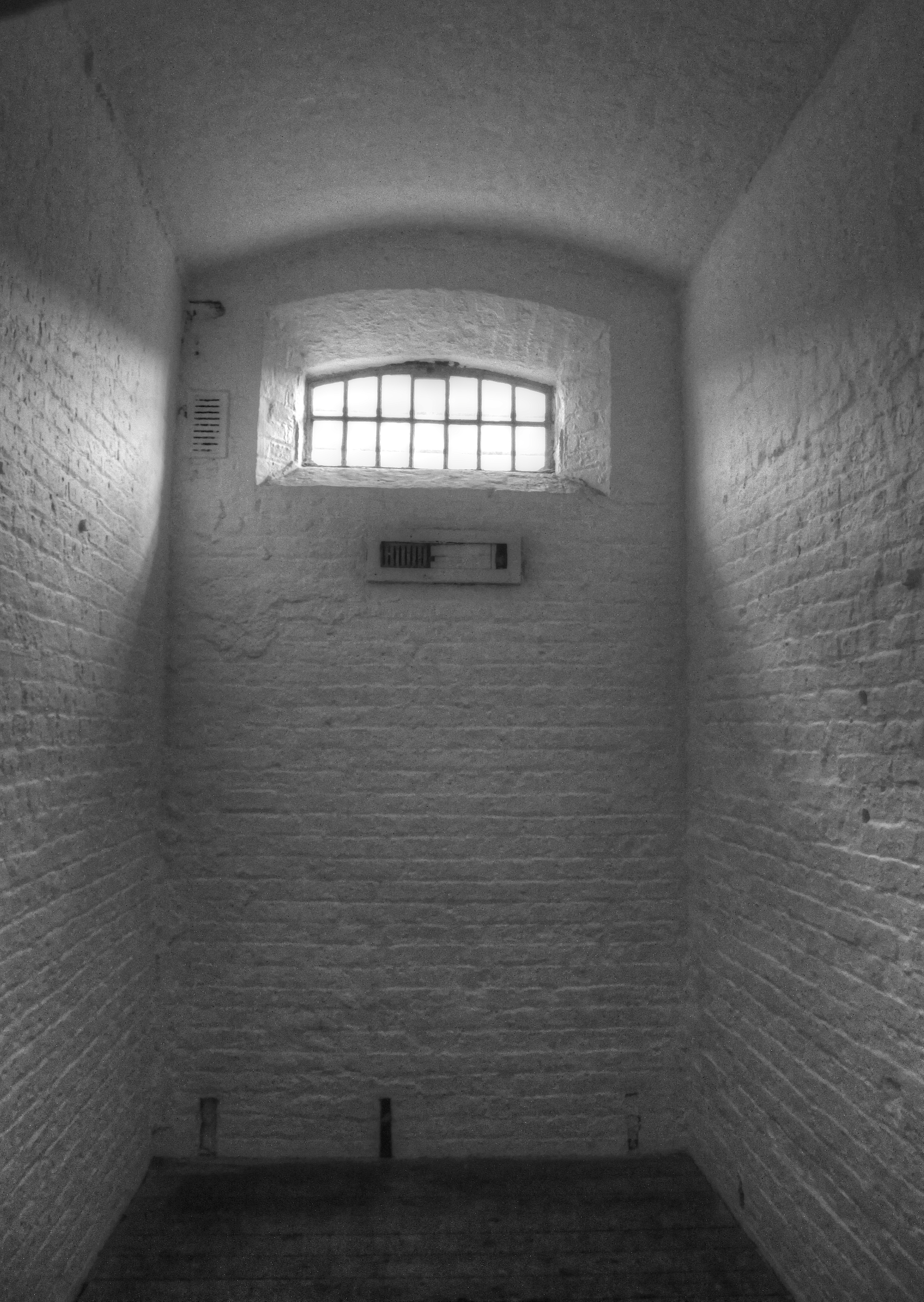
Een doorsnee cel
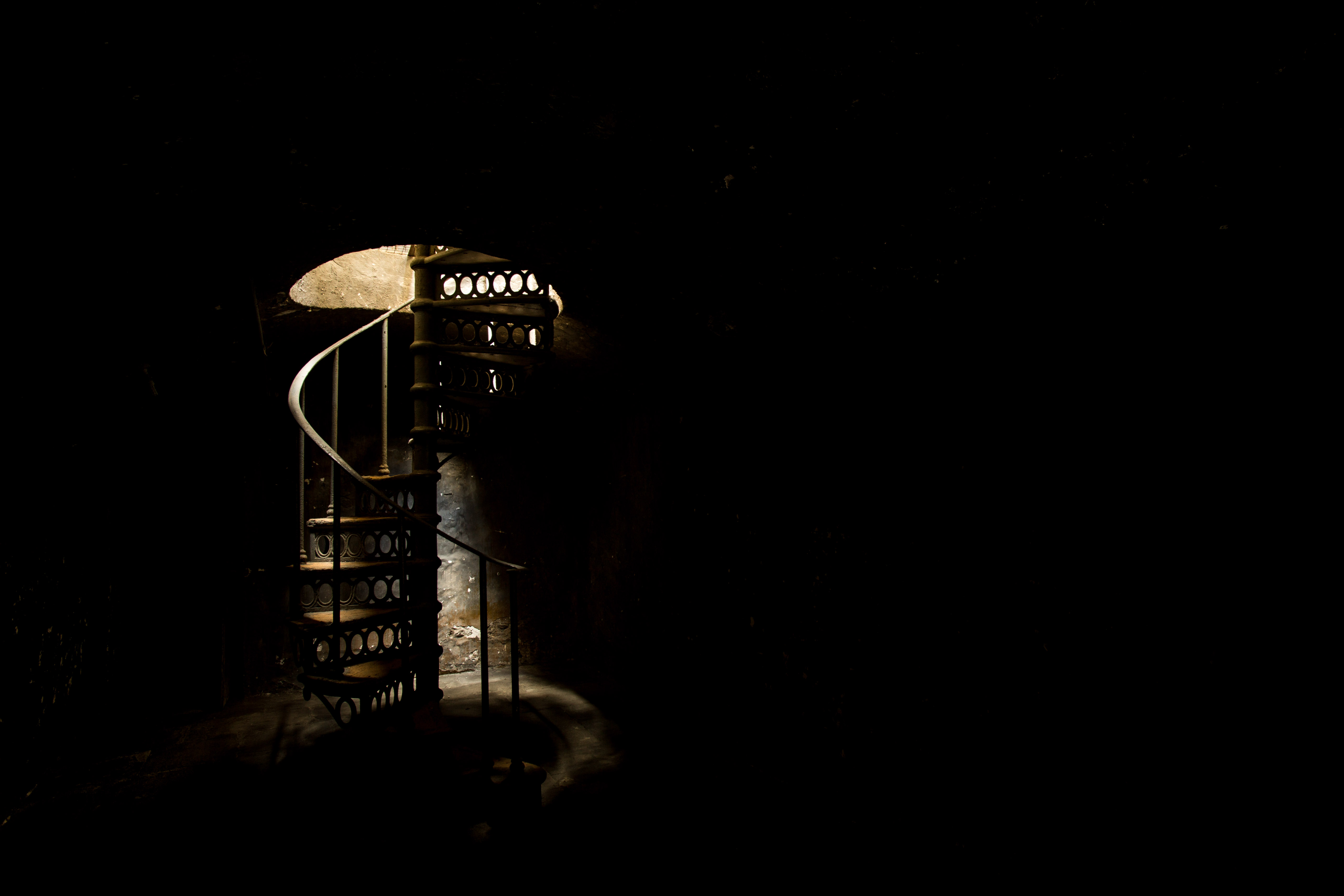
Oostelijke vleugel
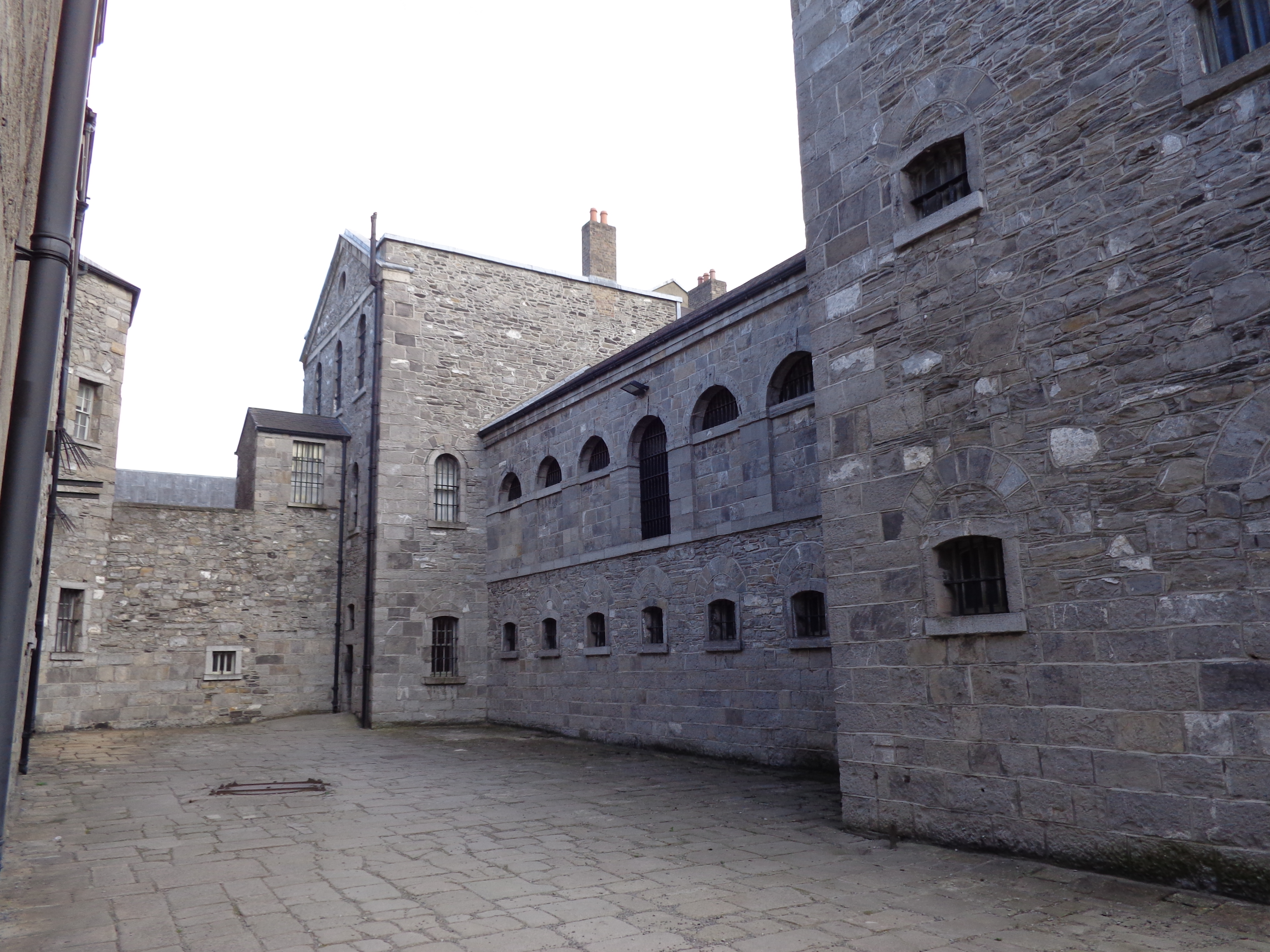
Het uitzicht vanaf de binnenplaatsen van de gevangenis
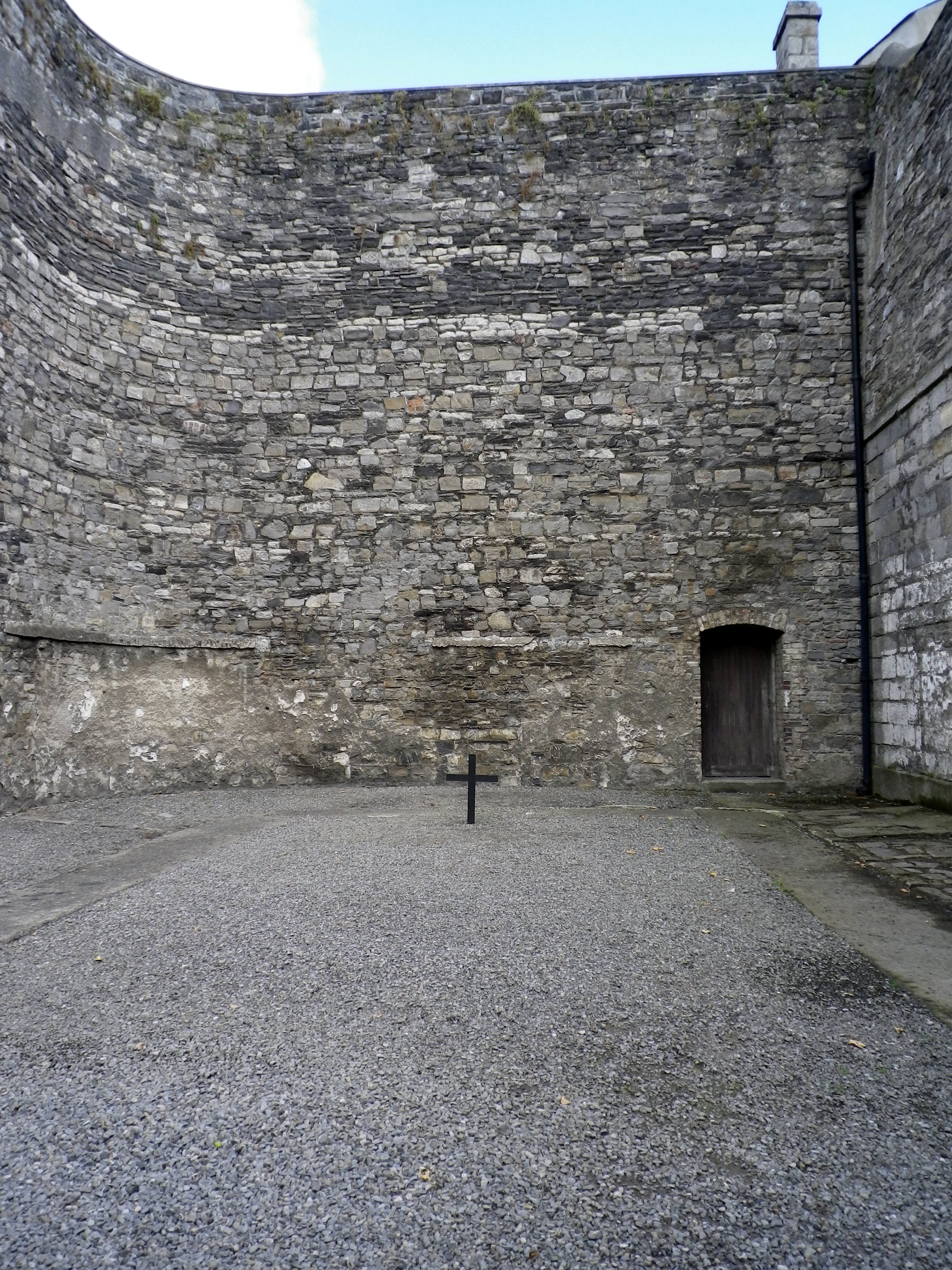
Een kruis markeert de plaats waar leiders van de Paasopstand van 1916 zijn geëxecuteerd
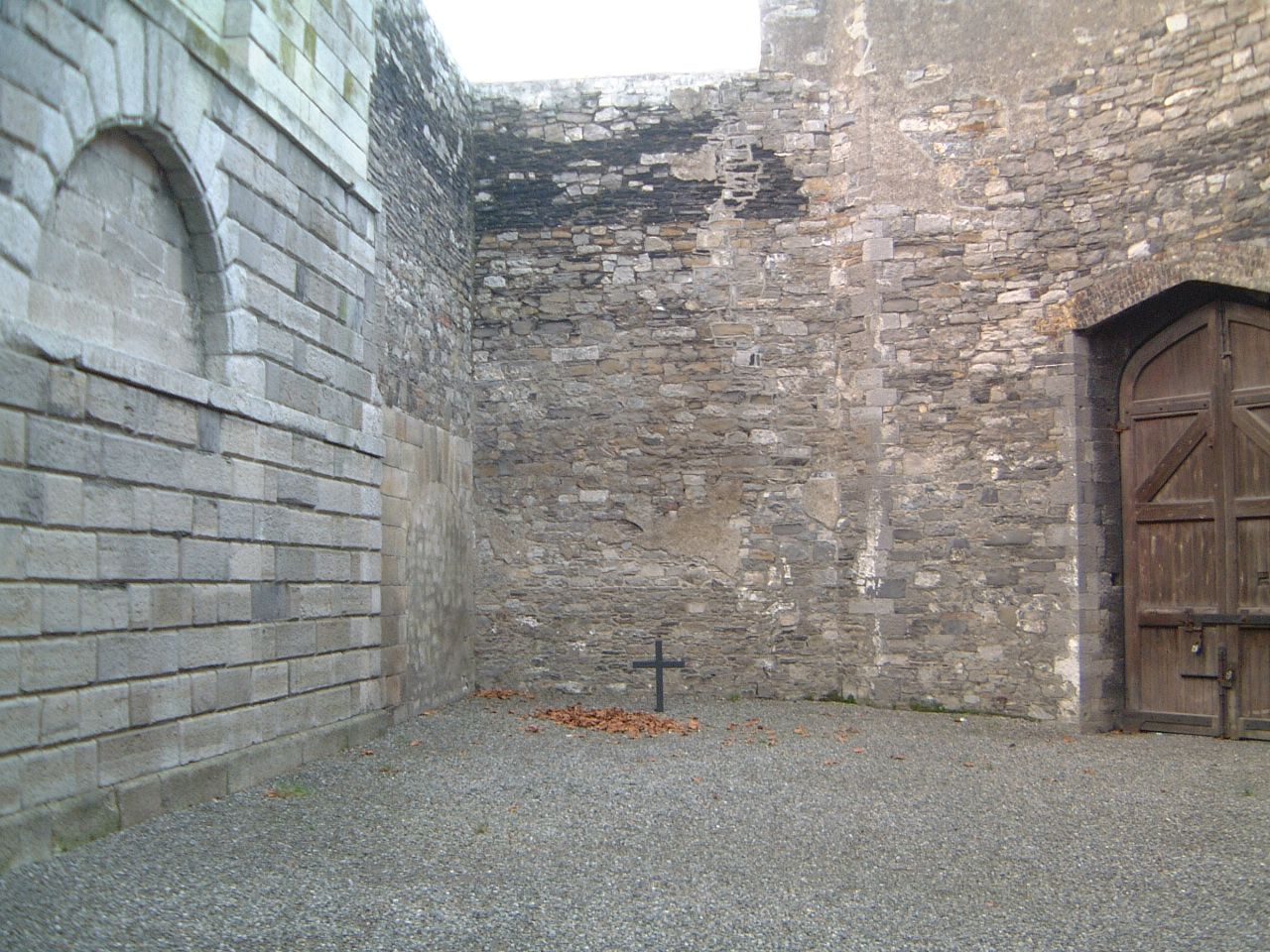
Een ander kruis markeert de plaats van de executie van James Connolly, die zwaargewond zat vastgebonden aan een stoel
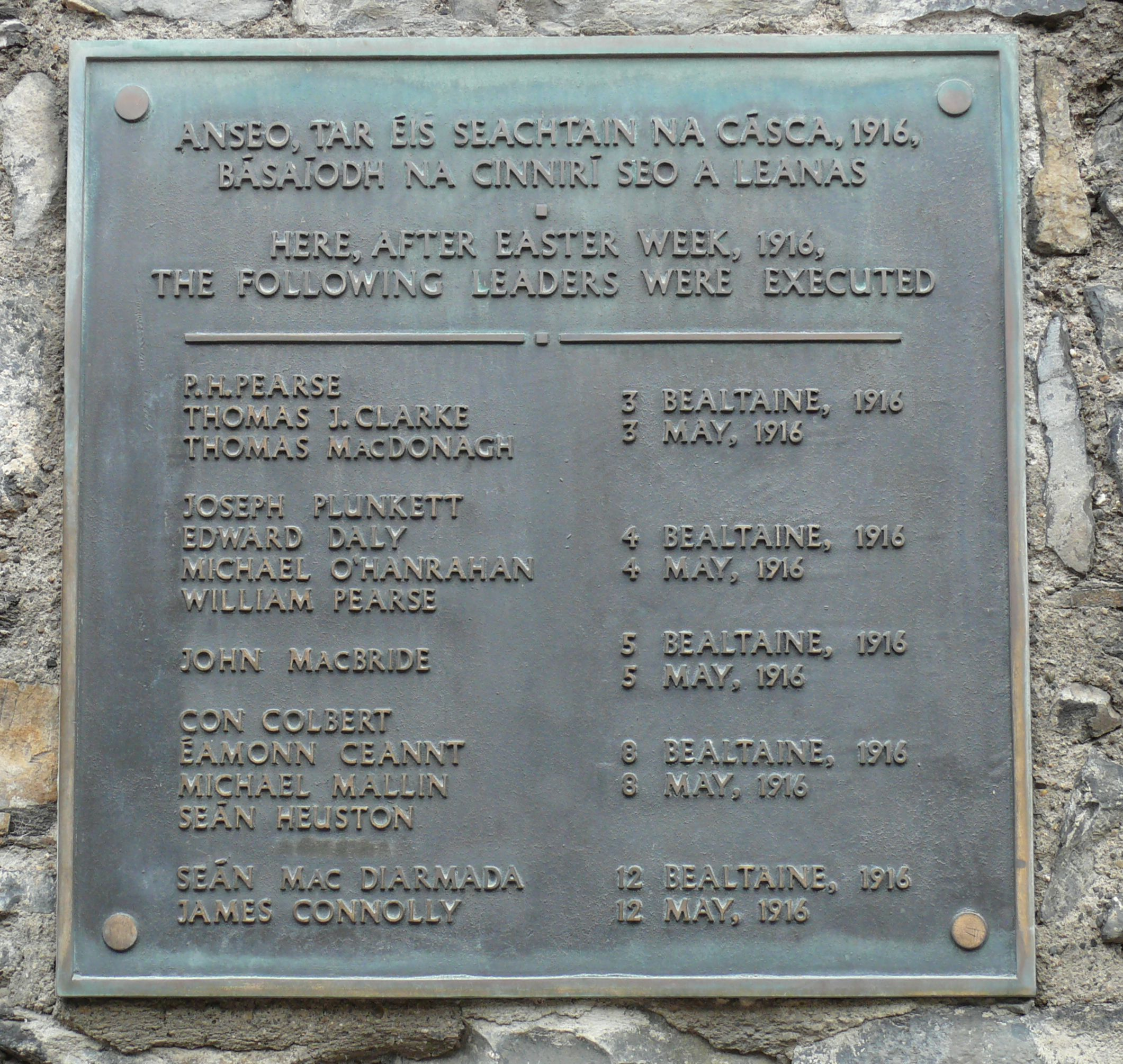
Plaquette die de executies van de leiders van de Opstand van 1916 markeert